# Doktor Proktors Pupspulver (Film)
Doktor Proktors Pupspulver (Originaltitel: Doktor Proktors prompepulver) ist ein norwegischer Film von Arild Fröhlich nach dem gleichnamigen Kinderbuch von Jo Nesbø. Der Film startete am 14. März 2014 in den norwegischen Kinos und in Deutschland am 15. Januar 2015.

## Handlung
Der eigenwillige Erfinder Dr. Proktor hat ein Pulver entwickelt, mit dem Blähungen eine ungeahnte Wucht erzeugen. Auf diese Weise können Menschen durch die Luft fliegen und möglicherweise könnte damit sogar eine Rakete zum Mond geschickt werden. Die Nachbarskinder Lise und Bulle sind begeistert! Die Erfindung ruft jedoch auch skrupellose Widersacher auf den Plan: die beiden Zwillinge Truls und Trym und deren Vater Herr Thrane haben es auf die Geheimformel abgesehen und geben die Erfindung als ihre eigene aus. Zudem haben sie vor, Dr. Proktor ins Gefängnis zu bringen. Mit Hilfe von Lise und Bulle nimmt Dr. Proktor den Kampf gegen die Diebe auf.

## Kritik
Der Filmdienst meint, Doktor Proktors Pupspulver sei ein „lustvoll-alberner Kinderfilm mit überbordenden Einfällen und vielen Spezialeffekten“, der jedoch „seine verrückte Grundidee mitunter überstrapaziert“. Zudem würden Erwachsene „durchgängig als aufgeblasene Karikaturen gezeichnet, deren Vorbild- und Schutzfunktion immer wieder in Frage gestellt wird“.

## Auszeichnungen
Beim norwegischen Filmpreis Amanda erhielt der Film eine Nominierung als bester Kinderfilm. Des Weiteren konkurrierte er beim Chicago International Film Festival 2014 um den Publikumspreis.